# 安格拉杜斯雷斯
安格拉杜斯雷斯是巴西里约热内卢州的一个市镇。总面积 800.43平方公里，总人口168664人，人口密度210.7人/平方公里。